# وقتی زندگی به تو نارنگی می‌دهد
وقتی زندگی به تو نارنگی می‌دهد (انگلیسی: When Life Gives You Tangerines؛‏ کره‌ای: 폭싹 속았수다) یک مجموعه تلویزیونی محصول کره جنوبی به نویسندگی لیم سانگ چون، به کارگردانی کیم وون سوک و با بازی آی‌یو، پارک بو گوم، مون سو ری و پارک هه جون است. این مجموعه در هفت مارس ۲۰۲۵ از نتفلیکس منتشر شد.

## بازیگران

### اصلی
- آی‌یو در نقش ئه سون[۲][۳]
  - کیم ته یون در نقش کودکی ئه سون
  - مون سو ری در نقش میانسالی ئه سون[۴]
- پارک بو گوم در نقش گوان شیک[۳]
  - لی چون مو در نقش کودکی گوان شیک
  - پارک هه جون در نقش میانسالی گوان شیک[۴]
- اوه جونگ سه[۵]
- لی جون یونگ[۶]

### مکمل
- نا مون هی[۷]
- چوی ده هون[۸]
- کیم یونگ ریم[۷]
- بک جی وون[۹]
- یوم هه ران[۱۰]
- لی سو کیونگ[۱۱]

### حضور ویژه
- کیم سون هو[۱۲][۱۳]

## تولید
نخستین جلسه فیلمنامه خوانی گروه بازیگران در ۷ مارس ۲۰۲۳ انجام شد.
در آوریل ۲۰۲۳، گزارش شد که پان انترتینمنت با نتفلیکس یک قرارداد تولید امضا کرده است.